# Okřesaneč
Okřesaneč (německy Okresanetsch) je obec v okrese Kutná Hora ve Středočeském kraji. Leží asi deset kilometrů jihovýchodně od města Čáslav. Žije v ní 213 obyvatel. Obcí protéká potok Výrovka, který je levostranným přítokem říčky Hostačovky.

## Historie
První písemná zmínka o obci pochází z roku 1352. Vesnice je prý pojmenována podle toho, že se tam těžil kámen a od slova křesati kamenem.

## Obyvatelstvo
| Rok            | 1869 | 1880 | 1890 | 1900 | 1910 | 1921 | 1930 | 1950 | 1961 | 1970 | 1980 | 1991 | 2001 | 2011 | 2021 |
| -------------- | ---- | ---- | ---- | ---- | ---- | ---- | ---- | ---- | ---- | ---- | ---- | ---- | ---- | ---- | ---- |
| Počet obyvatel | 387  | 409  | 399  | 391  | 409  | 424  | 386  | 346  | 392  | 346  | 258  | 207  | 191  | 189  | 192  |
| Počet domů     | 54   | 55   | 58   | 63   | 70   | 72   | 79   | 86   | 104  | 101  | 88   | 95   | 107  | 108  | 109  |

## Obecní správa

### Územněsprávní začlenění
Dějiny územněsprávního začleňování zahrnují období od roku 1850 do současnosti. V chronologickém přehledu je uvedena územně administrativní příslušnost obce (části obce) v roce, kdy ke změně došlo:
- do 1849 země česká, kraj Čáslav, obec Hostovlice[6]
- 1850 země česká, kraj Pardubice, politický okres Kutná Hora, soudní okres Čáslav, obec Hostovlice[7]
- 1855 země česká, kraj Čáslav, soudní okres Čáslav, obec Hostovlice
- 1868 země česká, politický i soudní okres Čáslav, obec Hostovlice
- 1939 země česká, Oberlandrat Kolín, politický i soudní okres Čáslav, obec Hostovlice[8]
- 1942 země česká, Oberlandrat Praha, politický i soudní okres Čáslav, obec Hostovlice[9]
- 1945 země česká, správní i soudní okres Čáslav, obec Hostovlice[10]
- 1949 Pardubický kraj, okres Čáslav, obec Hostovlice[11]
- k 1. lednu 1956 Pardubický kraj, okres Čáslav[6]
- 1960 Středočeský kraj, okres Kutná Hora
- 2003 Středočeský kraj, obec s rozšířenou působností Čáslav

## Doprava
Dopravní síť
- Pozemní komunikace – Do obce vede silnice III. třídy. Okrajem katastrálního území obce vede silnice I/38 Havlíčkův Brod - Čáslav - Kolín - Nymburk.

- Železnice – Železniční stanice na území obce není. Území obce protíná železniční trať 230 vedoucí z Kolína do Havlíčkova Brodu, nejbližší železniční stanicí je Golčův Jeníkov ve vzdálenosti 2 km.

Veřejná doprava 2011
- Autobusová doprava – Obcí projížděly autobusové linky z Čáslavi do Golčova Jeníkova, Habrů, Havlíčkova Brodu, Chotěboře, Prachovic a Žlebů (dopravce Veolia Transport Východní Čechy, a. s.).

## Pamětihodnosti
- Kostel svatého Bartoloměje: je zapsán do Ústředního seznamu nemovitých kulturních památek ČR (číslo rejstříku ÚSKP 19951/2-1134).
- Zájezdní hostinec (Okřesaneč čp. 46). Komplex budov (hostinec s obytnou částí, hospodářské budovy, ohradní zeď s branami) se nachází v lokalitě Písek, asi 500 metrů jihozápadně od obce, u silnice I. třídy č. 38, ve směru na Golčův Jeníkov vlevo od hlavní silnice, mezi odbočkami na Okřesaneč a Chrastice/Skryje. Zájezdní hostinec je zapsán do Ústředního seznamu nemovitých kulturních památek ČR (číslo rejstříku ÚSKP 21560/2-3519).

## Galerie

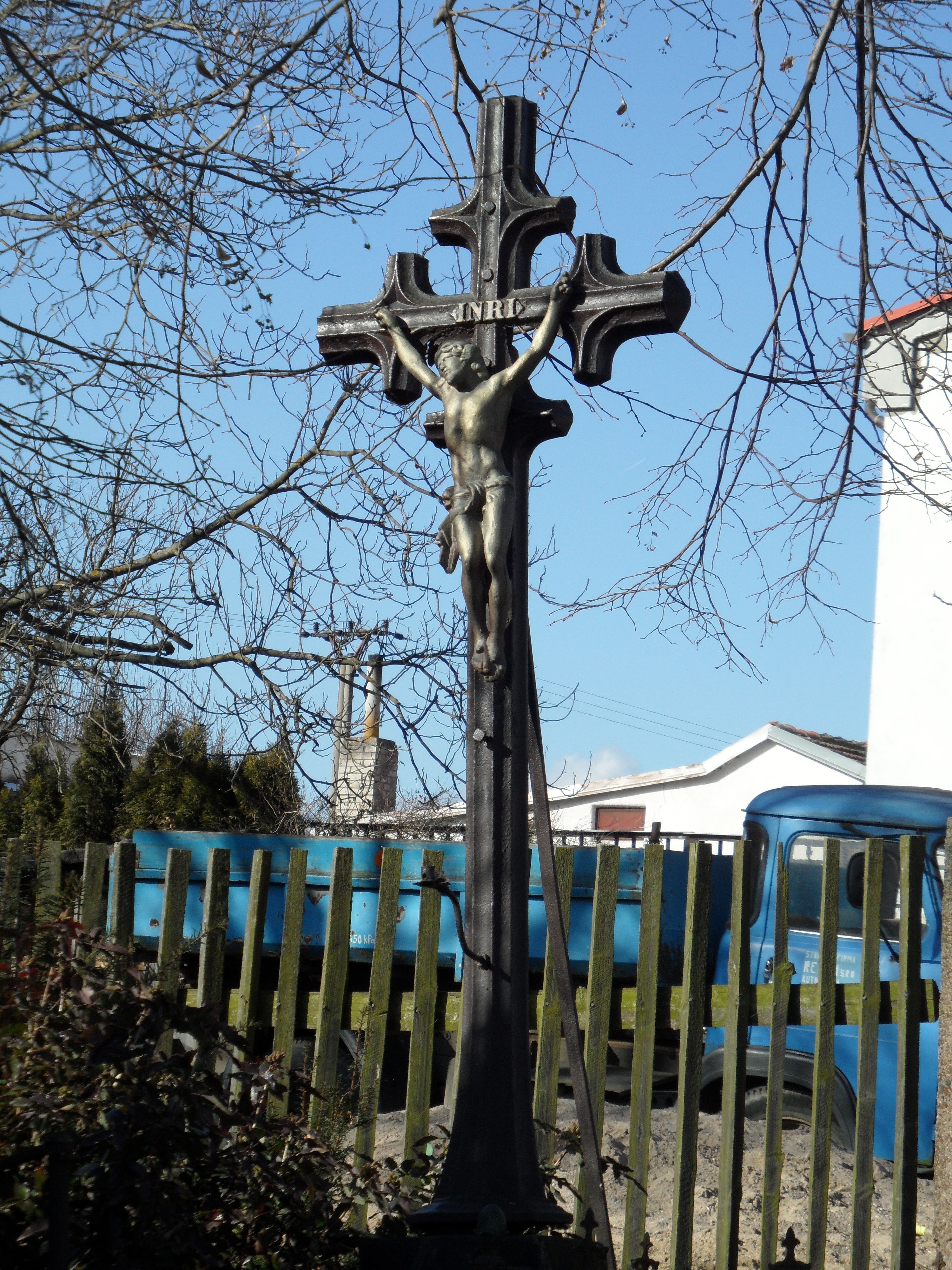
Křížek (při vjezdu do obce od Hostovlic)
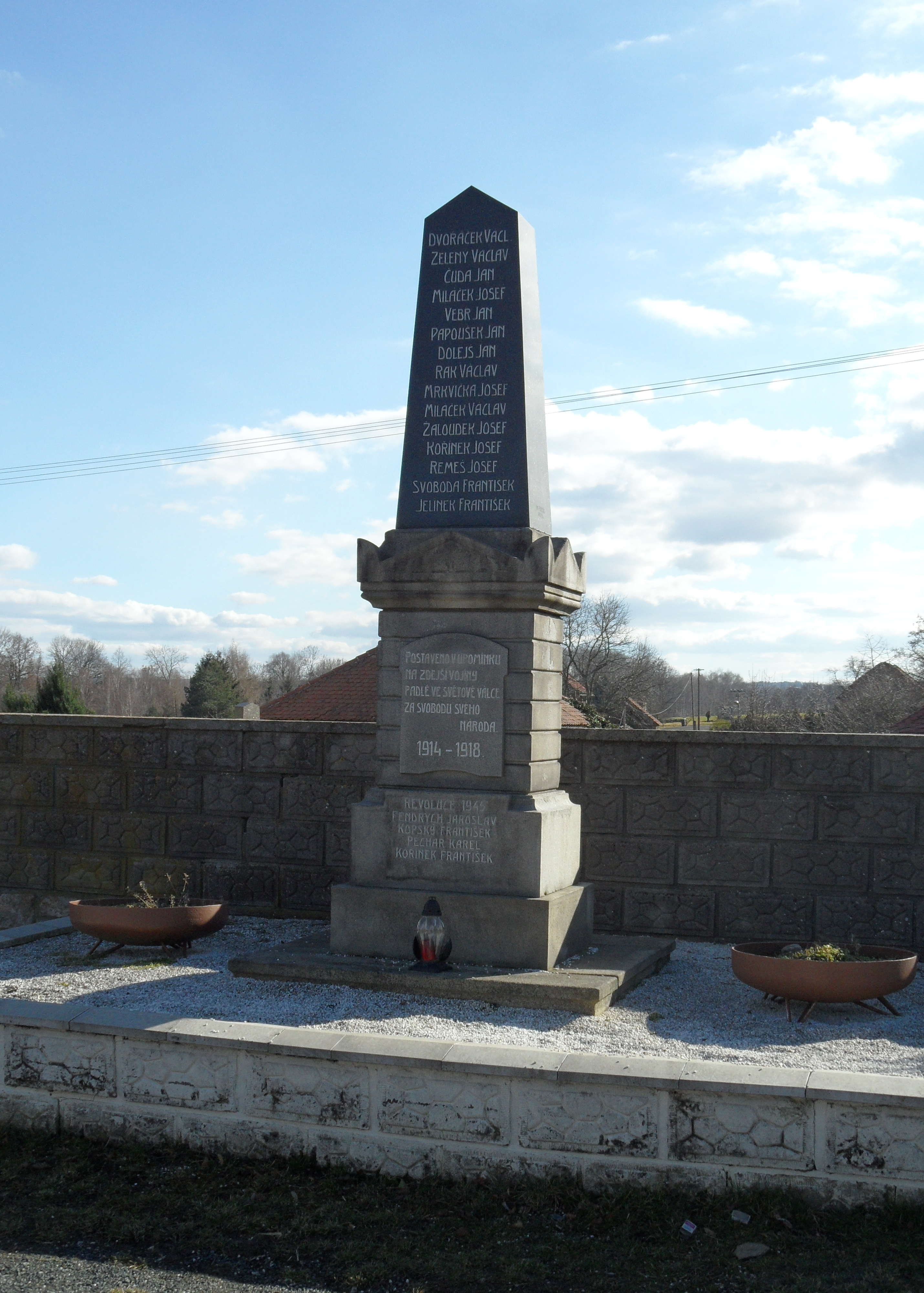
Památník obětem 1. světové války
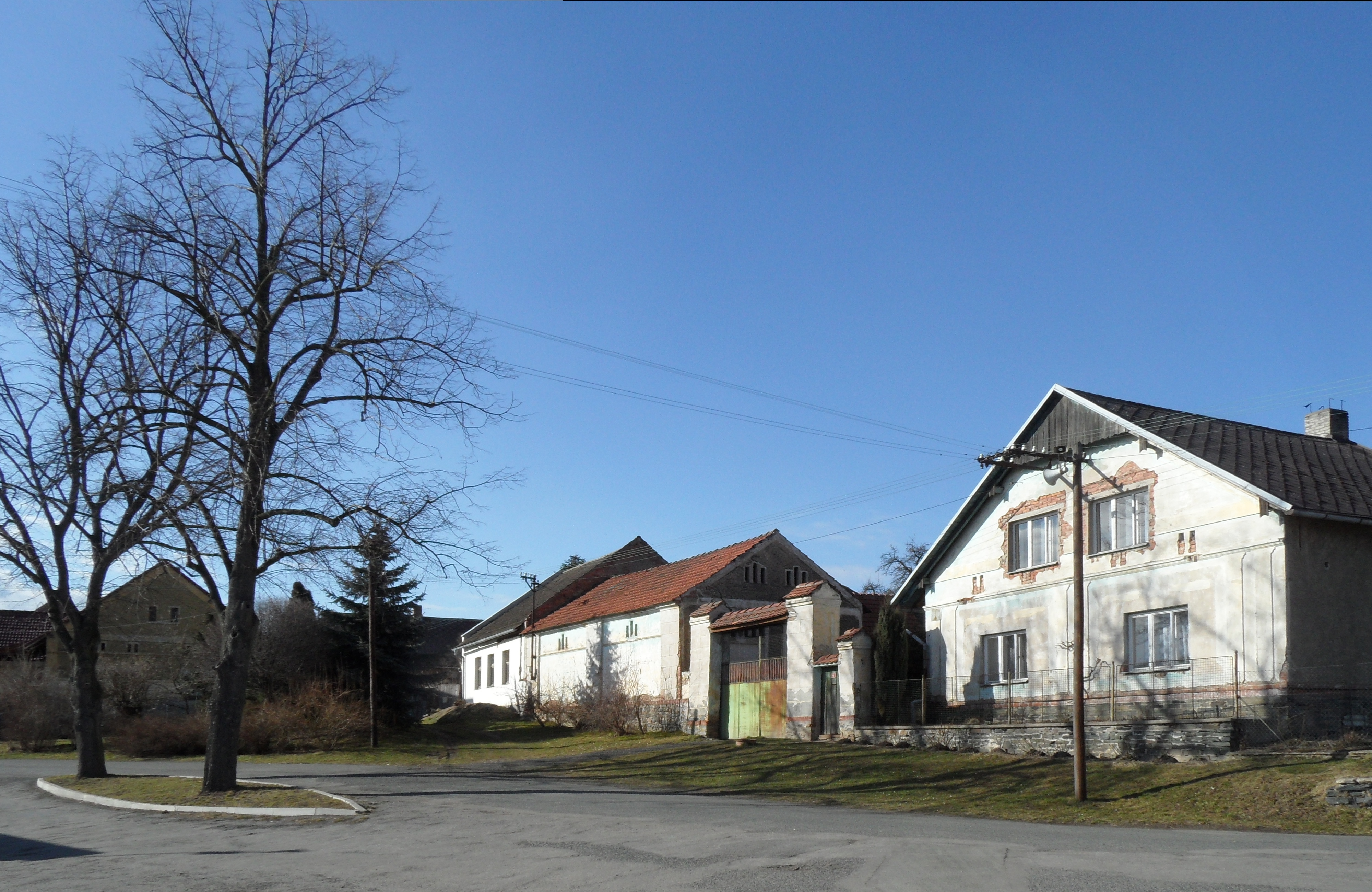
Domy nedaleko od kostela
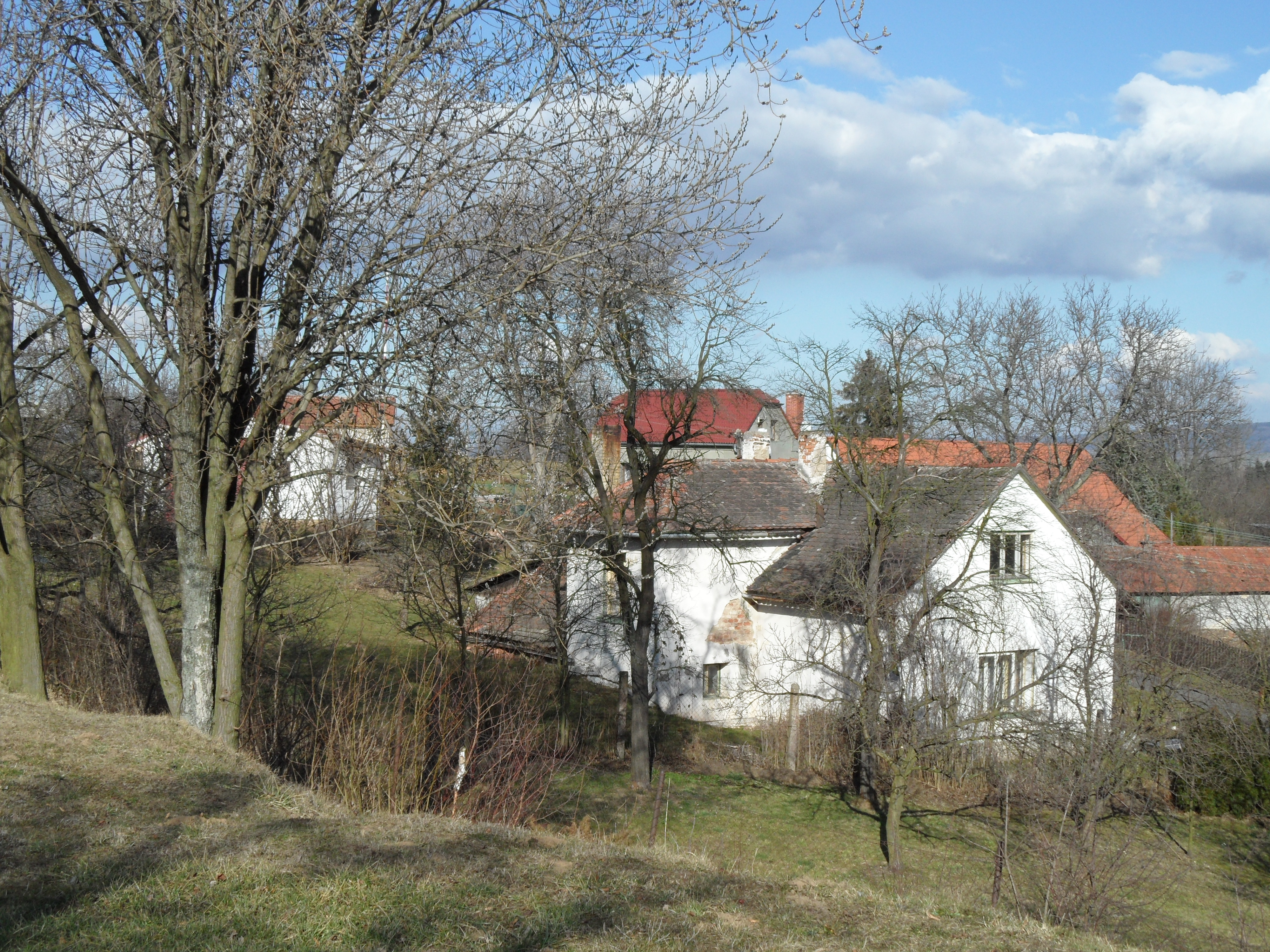
Dolní část obce severním směrem
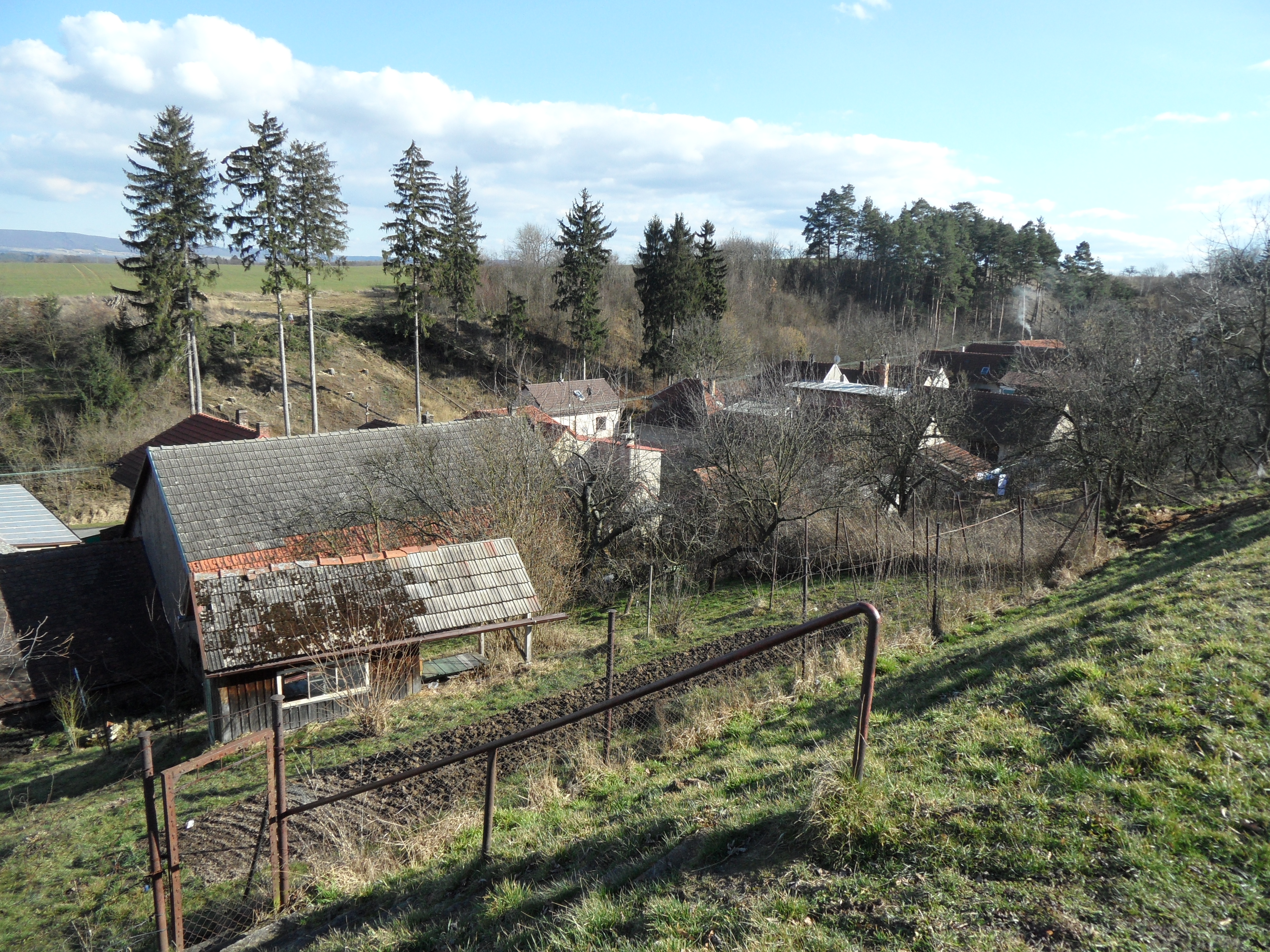
Dolní část obce jižním směrem
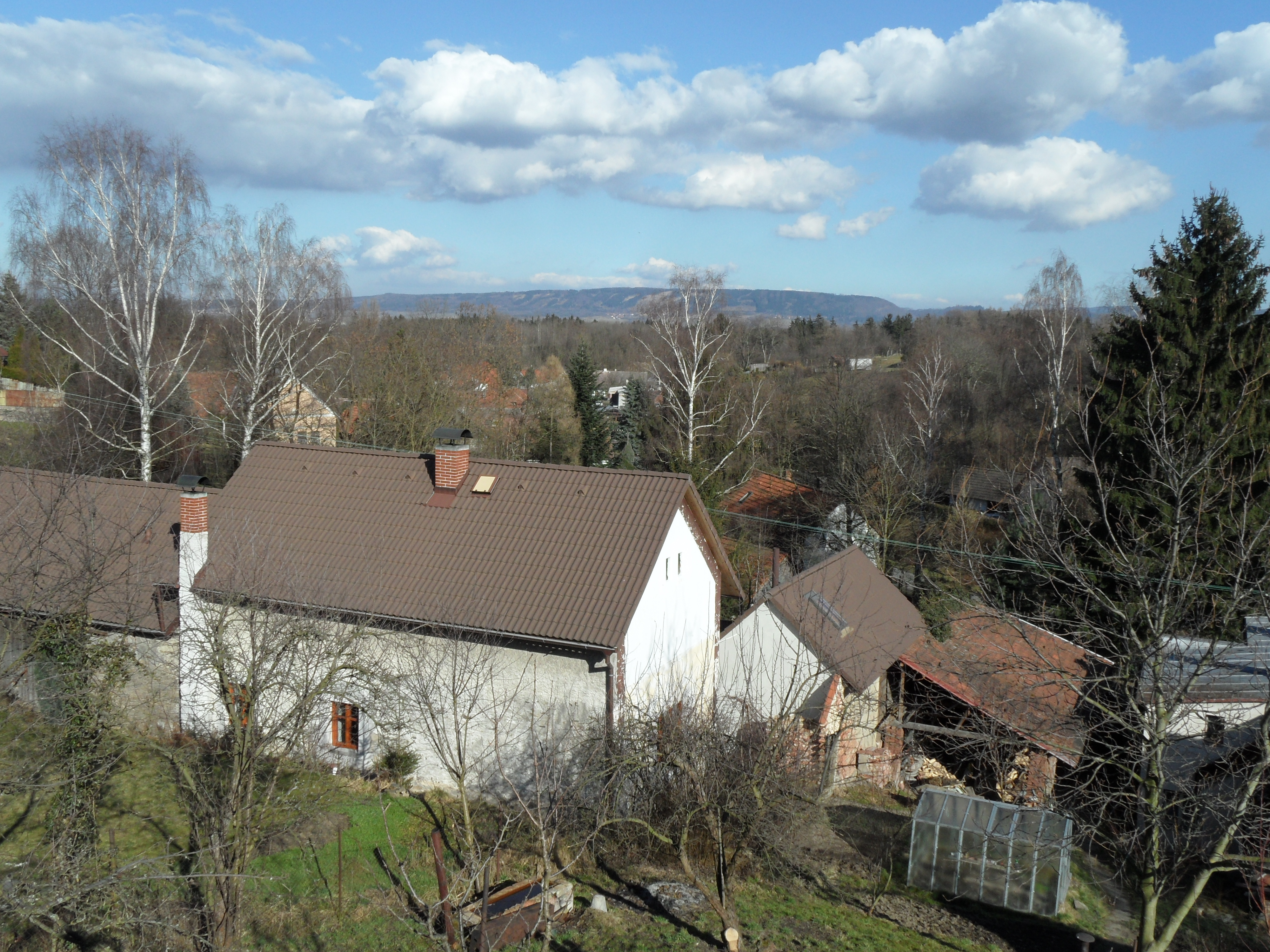
Dolní část obce (severovýchod), v pozadí hlavní hřeben Železných hor
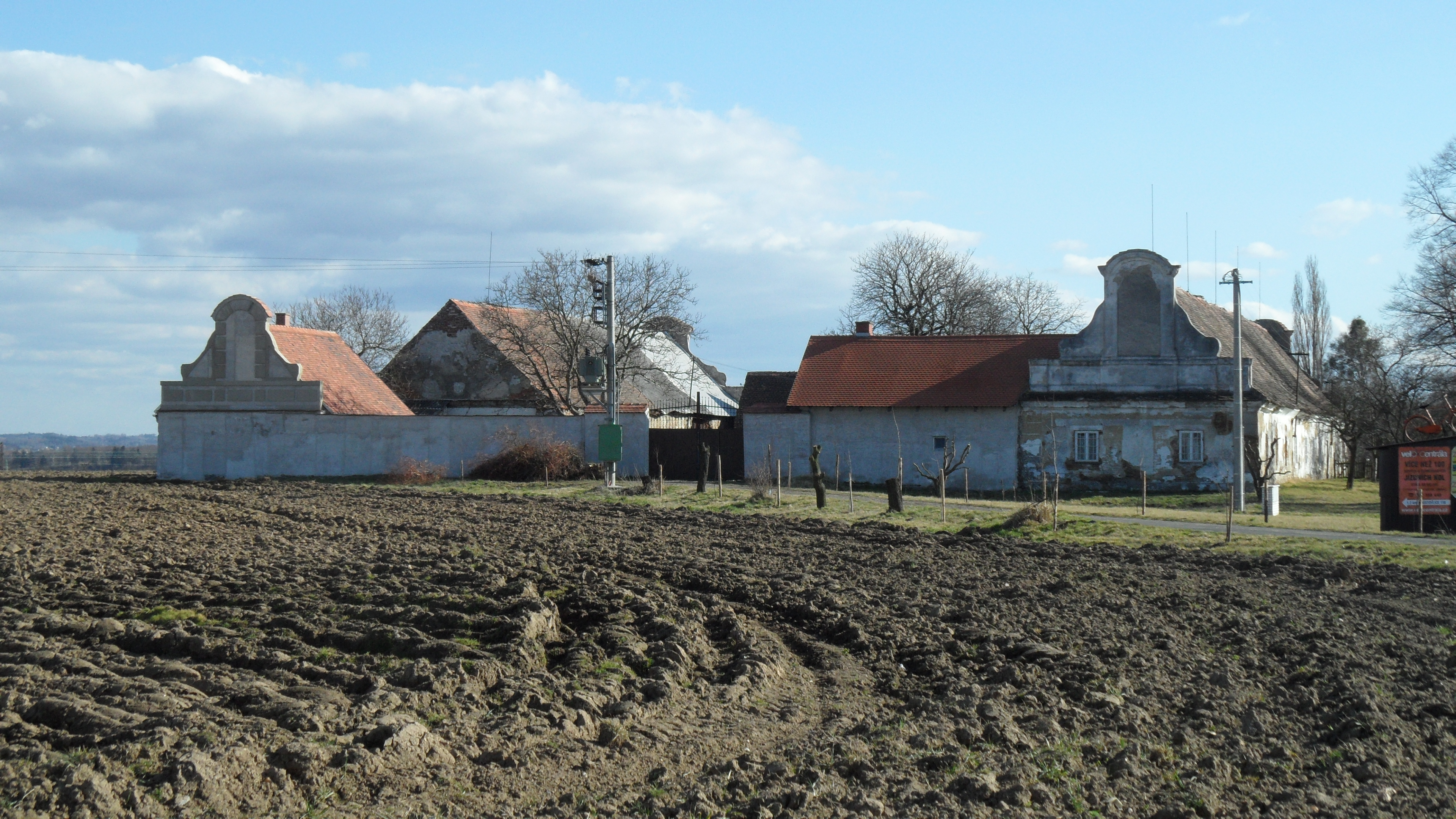
Písek: celkový pohled na areál od severozápadu